# 1998
1998 (MCMXCVIII) fon un any normal començat en dijous segons el calendari gregorià, i parcialment corresponent al 5100 del calendari Kali Yuga.

## Esdeveniments
Països Catalans
- 21 de gener, Lleida: S'inaugura la nova seu de la Biblioteca Pública de Lleida a la Casa Maternitat.[1]
- 20 d'abril, Poblet, Catalunya: Josep Alegre Vilas és elegit abat de Poblet essent beneït set dies més tard beneït com a abat per l'arquebisbe de Tarragona Lluís Martínez Sistach.
- 13 de juny, Sant Joan de Vilatorrada, Bagesː s'inaugura Cal Gallifa, que acull un teatre, la biblioteca i diverses entitats del poble.[2]
- 1 de juliol, Catalunya: Catalunya es converteix en la primera comunitat autònoma en aprovar una llei de parelles de fet.
- 16 de setembre, València: creació de l'Acadèmia Valenciana de la Llengua, per la Llei de la Generalitat Valenciana 7/1998.
- 3 d'octubre, Cerdanyola del Vallès: Obre el Museu d'Història de Cerdanyola-Ca n'Ortadó.[3]
- 8 d'octubre, Banyoles, Pla de l'Estany: el naufragi del vaixell turístic l'Oca a l'estany hi provoca 21 morts.
- 15 de novembre, Vilafranca del Penedès: els Castellers de Vilafranca carreguen el seu primer castell de 10 de la història.
- 22 de novembre, Terrassa: els Minyons de Terrassa descarreguen el seu primer castell de 10 de la història.
- 5 de desembre, París, França: la UNESCO declara Patrimoni de la Humanitat més de 750 jaciments de pintures rupestres d’art rupestre de l'arc mediterrani de la península Ibèrica.
- 12 de desembre, València: hi naix el Bloc Nacionalista Valencià.
- Vic: Fundació de l'editorial Emboscall.

Resta del món
- 26 de gener, Pas d'Erketx-Tam: El pas es reobre oficialment.
- Febrer: Es funda l'Open Source Initiative (iniciativa del codi obert) una organització dedicada a promocionar el programari de codi obert.
- 4 de febrer, Afganistan: un terratrèmol de 6,1 en l'escala de Richter provoca uns 4.000 morts al nord-est del país.[4]
- 31 de març: S'inicia oficialment el projecte Mozilla, a partir de la idea que una comunitat de codi obert pot crear alternatives innovadores en projectes clau d'Internet.
- 10 d'abril, Belfast, Irlanda del Nord: Les forces polítiques d'Irlanda del Nord i els governs britànic i irlandès signen el "Good Friday Agreement" (l'Acord de Divendres Sant) que posa fi al Conflicte d'Irlanda del Nord després de prop de quatre dècades de lluita armada de l'IRA.[5]
- 2 de maig, Brussel·les, Bèlgica: s'hi crea el Banc Central Europeu per definir i executar la política monetària de la Unió Europea.
- 5 de maig, Nouméa, Nova Caledònia, Dependències d'ultramar franceses: Es signa l'Acord de Nouméa, preveu la transferència de determinades competències de França a Nova Caledònia.
- 7 d'agost, Dar es Salaam (Tanzània) i Nairobi (Kenya): Els atemptats contra les ambaixades estatunidenques de Kenya i Tanzània, atribuït a membres del Gihad Islàmic, causen més de dos centenars de morts per dues explosions de camió bomba gairebé simultànies a dues ambaixades estatunidenques. L'atac situa a Ossama bin Laden i Ayman al-Zawahirí i la seva organització Al-Qaida sota una activa busca per part de l'FBI.
- El president Bill Clinton és sotmès a un procés d’impeachment (destitució) per l'afer amb Monica Lewinsky[6]

### Cinema i televisió
Categoria principal: Pel·lícules del 1998
| M/d   | Direcció        | Títol          | Gènere         |
| ----- | --------------- | -------------- | -------------- |
| 08/07 | Michael McGowan | My Dog Vincent | com. dramàtica |
| 12/11 | Brian Yuzna     | El dentista 2  | por            |

### Premis Nobel
| Camp                  | Guardonats                                               |
| --------------------- | -------------------------------------------------------- |
| Física                | - Robert B. Laughlin - Horst L. Störmer - Daniel C. Tsui |
| Química               | - Walter Kohn - John Pople                               |
| Medicina o Fisiologia | - Robert F. Furchgott - Louis J. Ignarro - Ferid Murad   |
| Literatura            | - José Saramago                                          |
| Pau                   | - John Hume - David Trimble                              |
| Economia              | - Amartya Sen                                            |

## Naixements
Les persones nascudes el 1998 faran 27 anys durant el 2025.
| M/d   | Nom i cognoms          | Activitat | Origen |
| ----- | ---------------------- | --------- | ------ |
| 09/16 | Nil Cardoner           | actor     | gironí |
| 03/13 | Sacha Kruithof Perelló | pilotaire | orber  |

Països Catalans
- 18 de gener, Vilanova i la Geltrú: Aitana Bonmatí i Conca, jugadora del FC Barcelona (femení).[7]
- 4 de març, Benissa, Marina Alta: Lídia Santacreu i Ferrà, poetessa valenciana.[8]
- 16 d'abril, Port de Sagunt, Camp de Morvedre: Cintia Montagut Pérez, futbolista valenciana.[9]
- 17 de maig, Palma, Mallorca: Patricia Guijarro, futbolista balear, que juga al FC Barcelona.[10]

Resta del món
- 5 de març, Síria: Yusra Mardini, nedadora siriana resident a Berlín, que representà en els JJOO de 2016 un equip d'atletes refugiats.[11]
- 8 d'agost, Toronto, Ontario, Canadà: Shawn Mendes, cantant canadenc.
- 29 d'agost, Ramos Mejía, Buenos Aires: Bizarrap, dj i productor argentí.
- 23 d'octubre, Los Angeles, Califòrnia: Amandla Stenberg, actriu estatunidenca.[12]
- 27 d'octubre, Évreux, França: Dayot Upamecano, futbolista francès.

## Necrològiques
Entre les morts destacades de l'any hi ha les del polític Vicent Ventura, el cineasta Akira Kurosawa, l'escriptora Maria-Mercè Marçal, el dictador Pol Pot o el cantant Frank Sinatra.
| M/d   | Nom                      | Activitat       | Origen       | e. |
| ----- | ------------------------ | --------------- | ------------ | -- |
| 12/25 | Vicent Ventura i Beltran | polític         | castellonenc | 74 |
| 11/03 | Bob Kane                 | autor de còmics | novaiorqués  | 83 |

Categoria principal: Morts el 1998
Països Catalans
- 5 de gener, Barcelona: Irene Peypoch i Mani, museòloga catalana, crítica de teatre i escriptora (n. 1931).[13]
- 6 de gener, Premià de Mar: Josep Cruset Porqué, poeta, escriptor i articulista en llengua castellana (85 anys).
- 31 de gener, l'Hospitalet de Llobregat, Barcelonès: Jaume Fuster, escriptor en català (52 anys).
- 11 de febrer, 
  - París, França: Manuel Viusà, pintor català (80 anys).
  - París (França): Gertrudis Galí Mallofré, escultora catalana, exiliada a França (n. 1912).[14]
- 1 de març, el Masnou, Maresme: Àngels Masià de Ros, historiadora medievalista i professora catalana (n. 1907).[15]
- 9 de març, Sant Pere de Ribes: Carme Sugrañes Blay, atleta catalana dels anys 30.[16]
- 10 d'abril, Barcelona: Núria Viñas Panadès, pilot d'automobilisme catalana.[17]
- 26 d'abril, Barcelona: Josep Maria Nuix i Julibert, conegut com a Jep Nuix, compositor i flautista català (n. 1955).[18]
- 6 de maig, Oxford, Regne Unit: Joan Gili i Serra, editor, llibreter, traductor i bibliòfil català (n. 1907).[19]
- 22 de juny, Mèxic: Enriqueta Agut Armer, mestra republicana valenciana (n. 1912).[20]
- 5 de juliol, Ivars d'Urgell, el Pla d'Urgell: Maria Mercè Marçal i Serra, escriptora (46 anys).[21]
- 8 d'agost, Celrà, Carme Vidal i Xifré, pedagoga i política catalana (n. 1954).[22]
- 22 d'agost, Badalona: Carme Guasch i Darné, poetessa i escriptora catalana (n. 1928).[23]
- 16 de setembre, Vinaròs: Montserrat Bellés, compositora valenciana.[24]
- 19 de novembre, Barcelona: Josep Miracle i Montserrat, escriptor i lingüista català (94 anys).
- 29 de novembre, Madrid: Carmen Llorca, historiadora i política valenciana (n. 1921).[25]
- 2 de desembre, Barcelona: Carola Fabra i Mestre, tennista catalana, filla gran de Pompeu Fabra.[26]
- 9 de desembre, Andorra la Vella: Manuel Anglada i Ferran, estudiós de la cultura catalana d'Andorra i del Pirineu (80 anys).
- 30 de desembre, Barcelona: Joan Brossa, poeta i artista plàstic català (79 anys).
- Barcelona: Francesc Marsà Gómez, filòleg.
- València: María Pilar Fumanal García, geomorfòloga que va tenir un paper essencial en el naixement i desenvolupament de la geoarqueologia al País Valencià

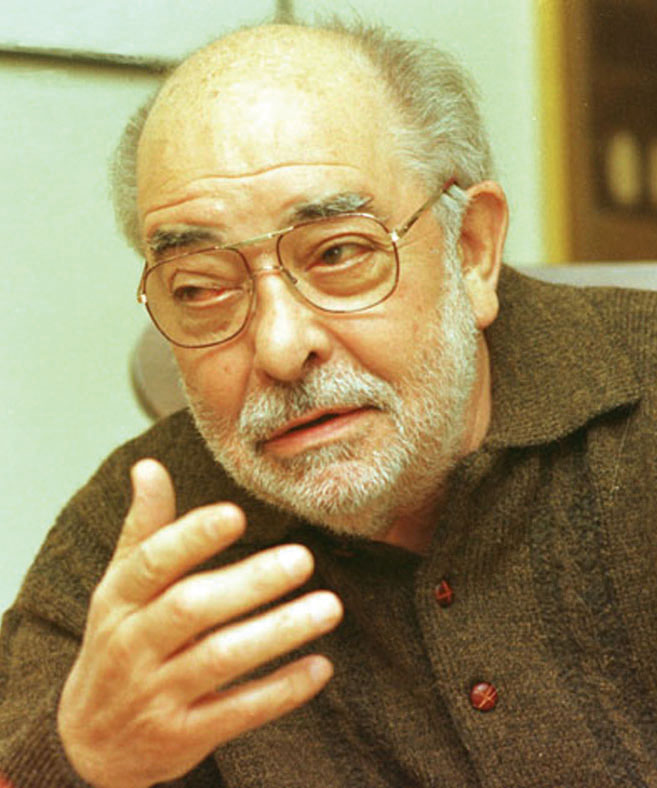
Vicent Ventura
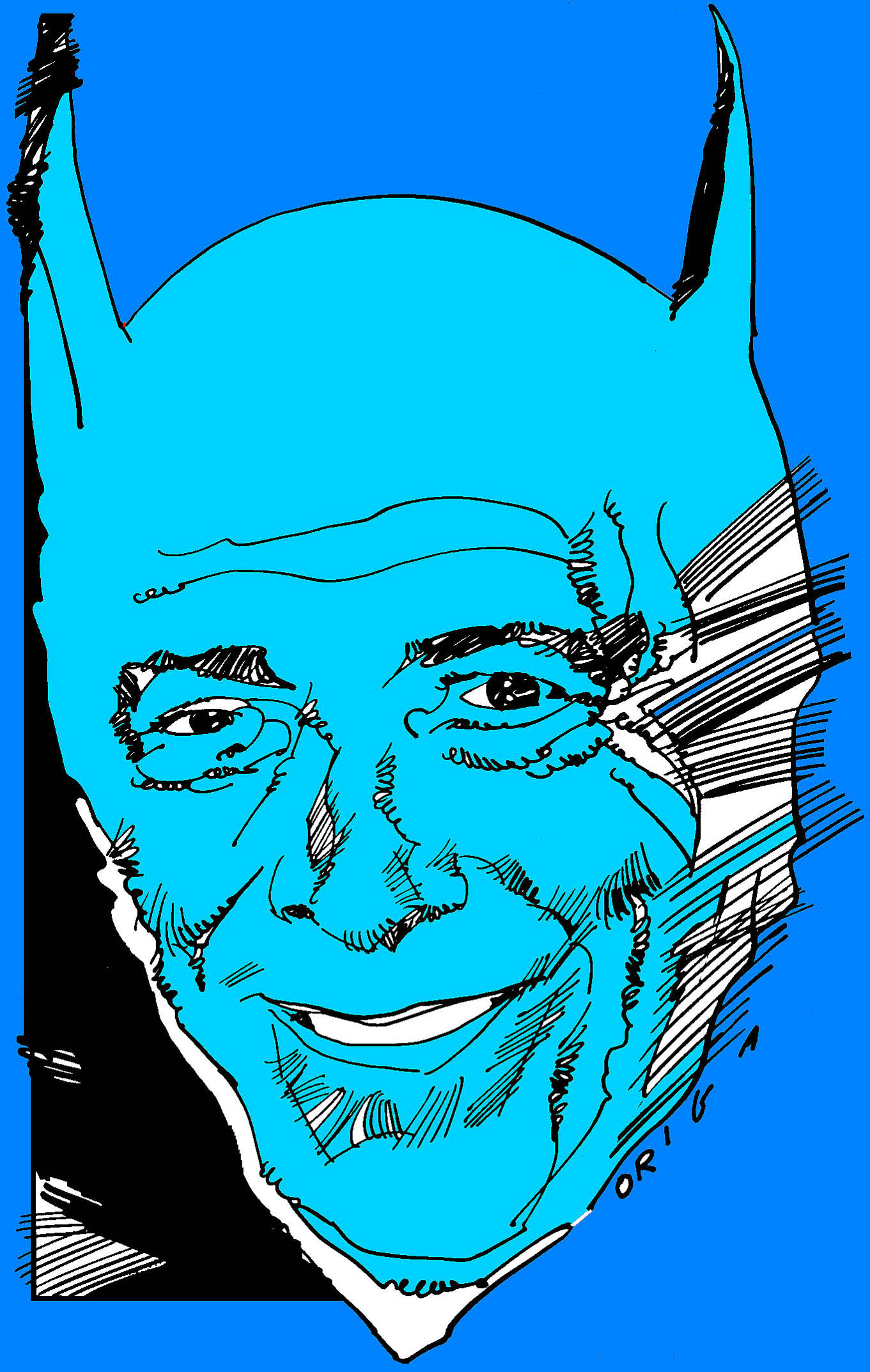
Bob Kane

Resta del món
- 7 de gener, Zúric (Suïssa): Vladimir Prelog, químic suís d'origen croata, Premi Nobel de Química de l'any 1975 (n. 1906).
- 8 de gener, Londres, Anglaterra: Michael Tippett, compositor anglès (n. 1905).[27]
- 10 de gener, Lawrence (Kansas): Victor Papanek, dissenyador i educador estatunidenc d'origen vienès ferm defensor de la concepció social i ecològicament responsable de productes, eines i les infraestructures (74 anys).
- 15 de febrer, Londres: Martha Gellhorn, periodista estatunidenca (n. 1908).[28]
- 17 de febrer, Küsnacht: Marie-Louise von Franz, psicòloga i erudita junguiana suïssa.[29]
- 25 de febrer, Palerm: Lia Pasqualino Noto, pintora i galerista italiana (n. 1909).[30]
- 2 de març, París (França): Lucien Bodard, periodista i escriptor francès, Premi Goncourt de l'any 1981 (n. 1914).[31]
- 9 de març, Rapallo, Ligúria: Anna Maria Ortese, escriptora i periodista italiana (n. 1914).[32]
- 16 de març, College Station, Texas (EUA): Derek Harold Richar Barton, químic anglès, Premi Nobel de Química de l'any 1969 (n. 1918)
- 21 de març, Moscou: Galina Ulànova, llegendària ballarina russa (n. 1910).[33]
- 3 d'abril, Northamptonshire, Anglaterra: Mary Cartwright, matemàtica britànica, primera dona a presidir la London Mathematical Society (n. 1900).[34]
- 8 d'abril, Mèrida, Veneçuelaː Modesta Bor, compositora veneçolana de gran rellevància, pianista i directora coral (n. 1926).[35]
- 15 d'abril: Pol Pot, polític comunista cambotjà.(n. 1928)[36]
- 16 d'abril, Carhaix-Plouguer: Vefa de Bellaing, escriptora i intel·lectual bretona (n. 1909).[37]
- 17 d'abril, Tucson, Arizona, EUA: Linda McCartney, música, compositora, activista pels drets dels animals i fotògrafa americana, esposa de Paul McCartney (n. 1941).[38]
- 22 d'abril, París: Régine Pernoud, historiadora medievalista i arxivera francesa (n. 1909).[39]
- 24 d'abril, Lo Pradet (França): Christiane Rochefort, escriptora francesa, Premi Médicis de l'any 1988 (n. 1917).[40]
- 27 d'abril, Corbei-Essonnes (França): Dominique Aury, escriptora francesa coneguda per la seua novel·la Història d'O, que va escriure amb el pseudònim Pauline Réage (n. 1907)[31]
- 2 de maig Londres, Regne Unit: Justin Fashanu, futbolista, se suïcida, víctima de reaccions homofòbiques després de la seva sortida de l'armari (n. 1961).[41]
- 10 de maig, Nova York: Clara Rockmore, intèrpret virtuosa del theremin (n. 1911).[42]
- 13 de maig, Dhaulagiri, Nepal: Chantal Mauduit, destacada alpinista francesa (n. 1964).[43]
- 14 de maig: Frank Sinatra, cantant i actor estatunidenc (82 anys).
- 19 de maig: Moriyama (Japó): Sōsuke Uno (宇野宗佑 Uno Sōsuke,) polític japonès i 47é Primer Ministre del Japó des del 3 de juny de 1989 fins al 10 d'agost de 1989 (n. 1922).[44]
- 8 de juny: Lima: Maria Reiche, matemàtica i arqueòloga alemanya, investigadora de les línies de Nazca al Perú (n. 1903).[45]
- 11 de juny: Seattle: Lucia Valentini Terrani, mezzosoprano italiana especialitzada en els papers de Rossini (n. 1946).[46]
- 23 de juny, Scottsdale, Arizonaː Maureen O’Sullivan, actriu nord-americana d'origen irlandès (n. 1911).[47]
- 28 de juny, Nova Delhi: Kamala Sohonie, bioquímica índia pionera (n. 1912).[48]
- 7 de juliol: Moshood Abiola, cap de l'oposició i president del país (1971-1988), mort en confinament domiciliari (60 anys)[49]
- 16 d'agost, Boston, EUA: Dorothy West, escriptora nord-americana que formà part del moviment de renaixement de Harlem (n. 1907).[50]
- 22 d'agost, Cuernavaca, Morelos: Elena Garro, periodista i escriptora mexicana, iniciadora del realisme màgic.[51]
- 26 d'agost: Orange, Califòrnia (EUA): Frederick Reines, físic estatunidenc, Premi Nobel de Física de l'any 1995 (n. 1918).[52]
- 13 de setembre: L'Havana, Cuba: Antonio Núñez Jiménez, polític, revolucionari i científic cubà. Pare de l'espeleologia llatinoamericana.[53]
- 21 de setembre, Califòrnia: Florence Griffith-Joyner, atleta nord-americana especialista en proves de velocitat (n. 1959).[54]
- 30 de setembre, Milà (Itàlia): Bruno Munari, artista i dissenyador italià (n. 1907).[55]
- 13 d'octubre, Sant Petersburg: Dmitri Filipov, estadista.
- 23 d'octubre: Maria Beij o Mary Servaes-Bey coneguda com a Zangeres zonder Naam, cantant neerlandesa (79 anys).[56]
- 2 de novembre, Rocha, Uruguai: Nydia Pereyra-Lizaso, compositora, pianista, i educadora musical uruguaiana (n. 1916).[57]
- 4 de novembre, Nova York: Marion Donovan, empresària nord-americana, inventora del bolquer a prova d'aigua (n. 1917).[58]
- 14 de novembre, Oxfordshire: Quentin Crewe, escriptor.
- 27 de novembre, Madrid: Gloria Fuertes, escriptora espanyola, que destacà sobretot en el camp de la poesia.[59]
- 1 de desembre, El Caire, Egipte: Aisha Abd al-Rahman, escriptora i professora de literatura egípcia (n. 1913).[60]
- 7 de desembre, Bennington, Vermont, (EUA): John Addison, compositor de cinema anglès (n. 1920).[61]
- 10 de desembre, Buenos Aires, Argentina: Berta Singerman, cantant i actriu argentina (n. 1901).[62]
- 19 de desembre, Pequín (Xina): Qian Zhonhshu, traductor, escriptor i intel·lectual xinès (n. 1910).[63]
- 20 de desembre, Cambridge, Anglaterra: Alan Lloyd Hodgkin, biofísic anglès, Premi Nobel de Medicina o Fisiologia l'any 1963 (84 anys).
- John Gutmann, fotògraf alemany
- Sèvres: : André Bizette-Lindet, escriptor i medallista